# Yves Dreyfus
Yves Dreyfus (n. 17 mai 1931, Clermont-Ferrand, Franța – d. 16 decembrie 2021, Ceyrat, Auvergne-Rhône-Alpes, Franța) a fost un scrimer francez, medaliat olimpic. A participat la 3 ediții ale Jocurilor Olimpice (1956, 1960, 1964) în care a câștigat o medalie de bronz.